# Parque natural regional de los Pirineos de Ariège

Logotipo del parque natural regional.

El Parque natural regional de los Pirineos de Ariège (en francés: Parc Naturel Régional des Pyrénées Ariégeoises) es un parque natural de los Pirineos situado en el departamento de Ariège, en Francia. Fue creado en 2009 y tiene una superficie de 2.468 km², ocupando alrededor del 40 % del departamento. Lo conforman 142 municipios y 43.000 habitantes. Protege una porción de la cara norte de los Pirineos extendiéndose desde el Prepirineo francés (al norte) hasta las fronteras con España y Andorra (al sur).
El punto más alto es la Pica d'Estats (3.143 m s. n. m.), seguido por otros picos también importantes: El Montcalm (3.078 m s. n. m.), el Pico de Sotllo (3.072 m s. n. m.), el Pico de Canalbona (2.965 m s. n. m.) y el Pico de Medacorba (2.905 m s. n. m.).
Este parque alberga un patrimonio natural excepcional, donde hay especies raras como el quebrantahuesos, el alimoche, el urogallo, el desmán de los Pirineos y el lirio pirenaico.
El 85 % de territorio del parque figura en el inventario de zonas naturales de interés ecológico, faunístico y florístico.
Desde el año 2014 se está reintroduciendo la cabra montés a partir de individuos procedentes de la Sierra de Guadarrama.